# V337 Большой Медведицы
V337 Большой Медведицы (лат. V337 Ursae Majoris) — двойная затменная переменная звезда типа W Большой Медведицы (EW) в созвездии Большой Медведицы на расстоянии приблизительно 2317 световых лет (около 710 парсеков) от Солнца. Видимая звёздная величина звезды — от +14,25m до +13,7m. Орбитальный период — около 0,3834 суток (9,2006 часов).